# Protosuberites ectyoninus
Protosuberites ectyoninus är en svampdjursart som först beskrevs av Topsent 1900.  Protosuberites ectyoninus ingår i släktet Protosuberites och familjen Suberitidae. Inga underarter finns listade i Catalogue of Life.